# Риджвей (Вісконсин)
Риджвей (англ. Ridgeway) — селище (англ. village) в США, в окрузі Айова штату Вісконсин. Населення — 624 особи (2020).

## Географія
Риджвей розташований за координатами 42°59′55″ пн. ш. 89°59′36″ зх. д. / 42.99861° пн. ш. 89.99333° зх. д. (42.998521, -89.993242).  За даними Бюро перепису населення США в 2010 році селище мало площу 3,25 км², уся площа — суходіл.

## Демографія
Згідно з переписом 2010 року, у селищі мешкали 653 особи в 267 домогосподарствах у складі 164 родин. Густота населення становила 201 особа/км².  Було 293 помешкання (90/км²).
Расовий склад населення:
| - 98,8 % — білих |

До двох чи більше рас належало 0,3 %. Частка іспаномовних становила 5,1 % від усіх жителів.
За віковим діапазоном населення розподілялося таким чином: 23,3 % — особи молодші 18 років, 66,0 % — особи у віці 18—64 років, 10,7 % — особи у віці 65 років та старші. Медіана віку мешканця становила 35,8 року. На 100 осіб жіночої статі у селищі припадало 117,7 чоловіків;  на 100 жінок у віці від 18 років та старших — 109,6 чоловіків також старших 18 років.
Середній дохід на одне домашнє господарство  становив 60 319 доларів США (медіана — 53 750), а середній дохід на одну сім'ю — 70 702 долари (медіана — 65 385). Медіана доходів становила 42 308 доларів для чоловіків та 35 909 доларів для жінок. За межею бідності перебувало 7,8 % осіб, у тому числі 3,4 % дітей у віці до 18 років та 25,0 % осіб у віці 65 років та старших.
Цивільне працевлаштоване населення становило 350 осіб. Основні галузі зайнятості: освіта, охорона здоров'я та соціальна допомога — 19,4 %, роздрібна торгівля — 19,1 %, виробництво — 16,6 %.